# Impecabilidad
La impecabilidad es la ausencia de pecado. El cristianismo enseña que esto es un atributo de Dios (lógicamente Dios no puede pecar, significaría que actuaría en contra de su propia voluntad y naturaleza) y por lo tanto también se le atribuye a Cristo.

## Enseñanza católica

### Impecabilidad y cielo
Los primeros cristianos cuestionaron si los santos victoriosos en el cielo podían pecar. El Padre de la Iglesia Oriental y el teólogo Orígenes de Alejandría, ampliamente influyente, sostenían que podían. La doctrina católica oficial sostiene que no pueden.  
Aunque los católicos creen en el don del libre albedrío, los santos en el cielo ya ven a Dios cara a cara y son incapaces de pecar, esto según el Papa Benedicto XII en visión beatífica, es decir, necesariamente permanecerán en Dios. 
El Catecismo de la Iglesia Católica dice (énfasis agregado):

«Para el hombre, esta consumación será la realización final de la unidad del género humano, que Dios quiso desde la creación y de la cual la Iglesia peregrina ha sido "en la naturaleza de sacramento". Los que están unidos a Cristo formarán la comunidad de los redimidos, "la ciudad santa" de Dios, "la Esposa, la esposa del Cordero". Ella va a no ser herido por más tiempo por el pecado , las manchas, el amor propio, que destruyen o hieren la comunidad terrena. La visión beatífica, en la que Dios se abre de manera inagotable a los elegidos, será fuente inagotable de felicidad, paz y comunión mutua. 1060 Al final de los tiempos, el Reino de Dios vendrá en su plenitud. Entonces los justos reinarán con Cristo para siempreglorificado en cuerpo y alma, y el universo material mismo será transformado. Entonces Dios será "todo en todos" »
(Catecismo de la Iglesia Católica, numero 1045).

### Impecabilidad y purgatorio
El teólogo dominico del siglo XIII, Tomás de Aquino, escribió en Summa Theologica que las almas del Purgatorio no pueden pecar , y mucho menos los santos en el cielo. Esta es la enseñanza de la Iglesia católica, aunque existen diferentes opiniones sobre las razones de la imposibilidad de pecar.

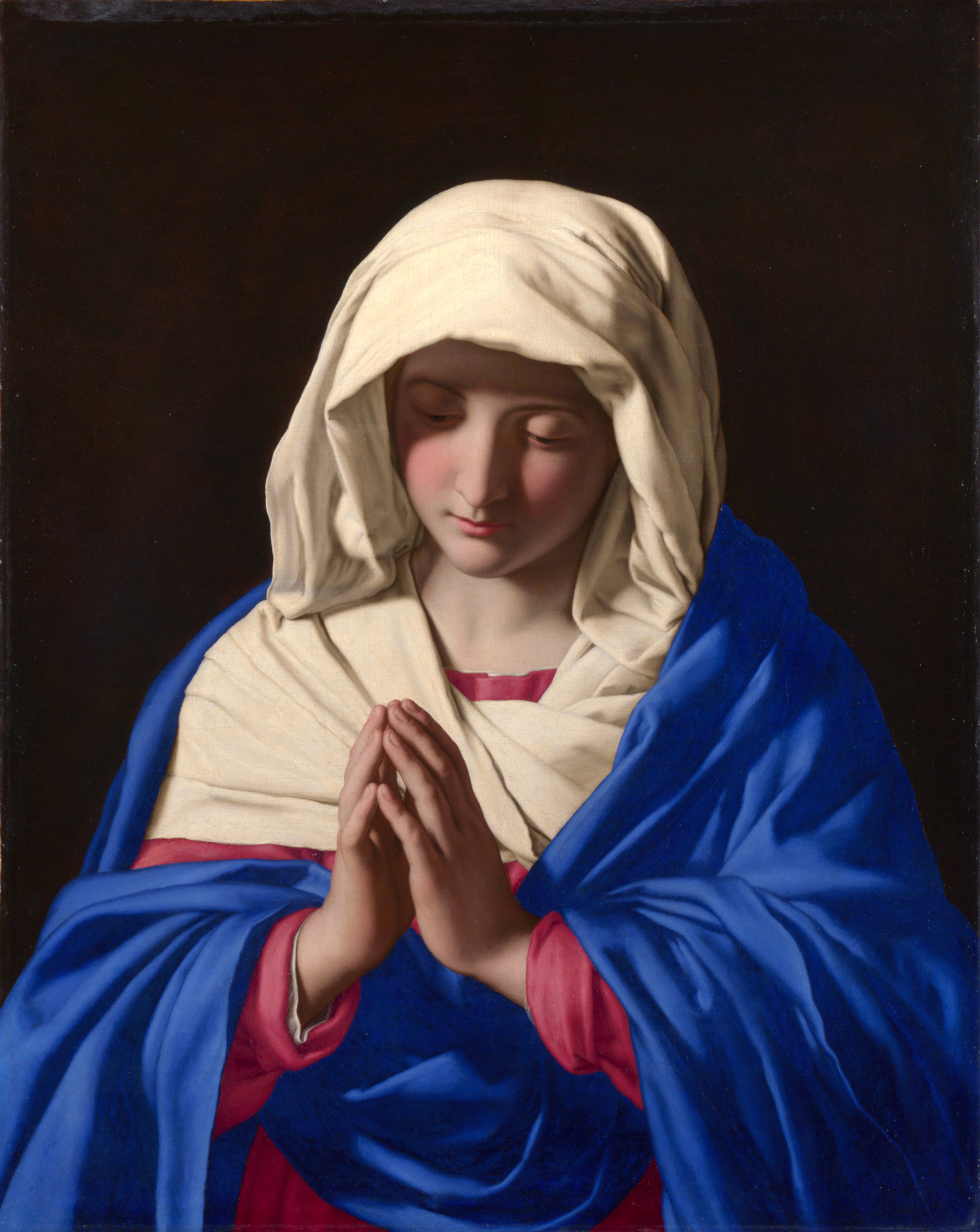
Virgen María rezando, por Giovanni Battista Salvi da Sassoferrato obra expuesta en el National Gallery de Londres.

### Impecabilidad y la Virgen María
La Iglesia católica enseña que la  Virgen María fue, por una gracia especial de Dios, sin pecado durante toda su vida. Esto incluyó el momento de su concepción, por lo que la Virgen fue incluso milagrosamente preservada del pecado original y sus efectos.
La Inmaculada Concepción es un dogma católico  que afirma que María, la madre de Jesús, fue preservada por Dios de la mancha del pecado original en el momento de su propia concepción. Algunos teólogos han afirmado esta gracia especial extendida a la impecabilidad (entendida en este contexto como la incapacidad de pecar); otros argumentan que esto no podría ser así: como ser humano natural, habría tenido libre albedrío y, por lo tanto, la capacidad de pecar, pero a través de su cooperación lo evitó.

### La impecabilidad y el Papa
La impecabilidad a veces se confunde con la infalibilidad, especialmente en las discusiones sobre la infalibilidad papal . La impecabilidad es un atributo no reclamado por el Papa: el mismo Simón Pedro negó a Jesús tres veces. Por otro lado, el Papa Gregorio VII, progenitor intelectual de los Ultramontanes y némesis de la facción laica en la controversia de la investidura, expresó una afirmación de la prerrogativa papal más allá incluso del más fuerte de los apologistas modernos:

«El Papa no puede ser juzgado por nadie; la iglesia romana nunca se ha equivocado y nunca se equivocará hasta el fin de los tiempos; la iglesia romana fue fundada solo por Cristo; el Papa solo puede deponer y restaurar a los obispos; solo él puede hacer nuevas leyes, establecer nuevos obispados y dividir los antiguos. ... Él solo puede convocar concilios generales y autorizar leyes canónicas; sus legados .. tienen precedencia sobre todos los obispos. ... Un Papa debidamente ordenado es indudablemente santo por los méritos de San Pedro.»
(poder y el papado, Robert McClory, p. 19.).

Sin embargo, en el pensamiento católico, la exención de la Sede de Roma de todo error se extiende sólo a sus enseñanzas definitivas sobre la fe y la moral, no a sus juicios históricos. De manera similar, la santidad papal no sugiere que los papas estén libres de pecado. Por el contrario, los papas frecuentan el sacramento de la Reconciliación para el perdón de sus pecados, como todos los demás católicos deben hacer. Mientras ocupaba la oficina papal, el Papa Benedicto XVI confesó sus pecados una vez a la semana.

## Enseñanza protestante
El escritor evangélico Donald Macleod sugiere que la naturaleza sin pecado de Jesucristo involucra dos elementos. "Primero, Cristo estaba libre de pecado actual".  estudiar los evangelios, no hay ninguna referencia a Jesús orando por el perdón de los pecados, ni a confesar el pecado. La afirmación es que Jesús no cometió pecado, ni se le pudo probar culpable de pecado; no tenía vicios. De hecho, se le cita preguntando: "¿Puede alguno de ustedes probar que soy culpable de pecado?" en Juan 8:46. "En segundo lugar, estaba libre del pecado inherente (" pecado original "o" pecado ancestral ")". 

## Pelagianismo
Según el pelagianismo, el pecado surge de la libre elección en lugar de ser una consecuencia inevitable de la naturaleza caída del hombre. Por lo tanto, es teóricamente posible, aunque inusual, que cualquiera pueda vivir una vida sin pecado.